# 13 (The Doors)
13 è la prima raccolta del gruppo The Doors, pubblicata nel 1970

## Descrizione
La raccolta 13 si aggiudicò il disco d'oro e per il gruppo questo fatto rappresentava il settimo disco d'oro consecutivo che successivamente diventerà quello di platino.
Debuttò alla posizione numero 75, il 19 dicembre 1970, fu al venticinquesimo posto per due settimane, dal 2 al 9 gennaio del 1971. La raccolta, uscì dalle classifiche dopo l'8 maggio, per un totale di 21 settimane in esse.

## Tracce
Lato 1
1. Light My Fire
2. People Are Strange
3. Back Door Man
4. Moonlight Drive
5. The Crystal Ship
6. Roadhouse Blues

Lato 2
1. Touch Me
2. Love Me Two Times
3. You're Lost Little Girl
4. Hello, I Love You
5. Land Ho!
6. Wild Child
7. The Unknown Soldier

## Formazione
- Jim Morrison – voce
- Ray Manzarek – organo, pianoforte, tastiera, basso
- John Densmore – batteria
- Robby Krieger – chitarra

## Classifiche
| Classifica (2021) | Posizione massima |
| ----------------- | ----------------- |
| Grecia            | 30                |